# Conspiració per fixar els preus de la lisina
La conspiració per fixar el preu de la lisina va ser un intent empresarial organitzat durant la meitat de la dècada de 1990 per a fer pujar el preu d'un dels components principals del pinso animal: l'aminoàcid lisina. En aquesta operació il·legal hi van estar involucrades empreses com Archer Daniels Midland (ADM); Ajinomoto i Kyowa Hakko Kogyo (aquestes dues del Japó); i Sewon America Inc. (de Corea). Una investigació criminal donà lloc a multes i a sentències de tres anys de presó per a executius d'ADM en connivència amb altres companyies per a fixar preus. Les companyies estrangeres arribaren a un acord amb el Departament de Justícia-Divisió antitrust el setembre de 1996. El càrtel aconseguí elevar el preu de la lisina un 70% en els primers nou mesos de cooperació.
Amb aquesta investigació el govern dels Estats Units varen recaptar prop de 100 milions de dòlars en multes, un rècord en la penalització antitrust d'aquella època. a més l'empresa ADM va haver de pagar una multa addicional de 30 milions de dòlars per la seva participació en una conspiració separada pel que fa al mercat de l'àcid cítric.

## El paper d'ADM
El sotspresident d'ADM Michael Andreas, i altres tres alts càrrecs van anar a la presó. El FBI va ser alertat de la conspiració per fixar el preu de la lisina per Mark Whitacre. D'aquest fets es va estrenar el 2009 la pel·lícula The Informant.